# One Tree Hill (sæson 7)
One Tree Hills syvende sæson med premiere i september 2009 blev til, da seriens skaber Mark Schwahn skrev under på, at han var rede til endnu et år med serien. Skuespillerne Chad Michael Murray og Hilarie Burton havde meldt deres afgang fra serien og er derfor ikke med i denne sæson. For at udfylde tomrummet er der i denne sæson introduceret fire nye figurer – Haleys ældre søster Quinn, Nathans sports agent Clayton Dawson, Brookes nye model Alex og Miranda Stone, en succesfuld musikproducer der  skal stå for de daglige opgaver i Peytons boutique Red Bedroom Records. Skuespilleren Austin Nichols som spiller Julian Baker, vil blive en af seriens regulære personer sammen med to nye karaktere. Denne sæson vil udspille sig et år senere, end hvor den foregående sæson sluttede.
Den 17. juni 2009 annoncerede The CW nogle ændringer i deres primetime schedule (program) for efteråret 2009. Disse ændringer betyder at One Tree Hill vil skifte sendetid med Gossip Girl således, at serien vil blive sendt mandage kl. 8:00 pm i stedet for sin oprindelige sendetid kl. 9:00 pm.

## Produktion
Den syvende sæson af One Tree Hill er produceret af Mastermind Laboratories og Tollin/Robbins Production i samarbejde med Warner Bros. Television, og sendes i USA på The CW. Executive producerne er Mark Schwahn, Joe Davola, Greg Prange, Mike Tollin og Brian Robbins.
Optagelserne begyndte den 18. juni 2009, hvor man stadig manglede at besætte rollen som Alex. Da seriens handling forsat vil foregå i Tree Hill, vil optagelserne ligeledes fortsat finde sted i Wilmington, North Carolina, USA, som har været optagelses stedet igennem de forrige seks sæsoner. Filmholdet har blot tre måneders optagelser før sæsonpremieren den 14. september 2009

## Casting
The CW har annonceret at de to hovedrolleindehavere Chad Michael Murray og Hilarie Burton, som henholdsvis spillede Lucas Scott og Peyton Sawyer, har sagt nej til endnu en sæson, og er derfor skrevet ud af seriens syvende sæson. Eftersom ingen af seriens andre stjerneroller har annonceret deres afsked, må rollelisten inkludere James Lafferty som spiller Nathan Scott, Sophia Bush som Brooke Davis, Bethany Joy Galeotti som Haley James Scott, Lee Norris som Marvin McFadden og Jackson Brundage som Jamie Scott.
Fire nye stjerner vil blive introduceret i syvende sæson. Disse er Shantel VanSanten i rollen som Haleys ældre søster Quinn, Robert Buckley i rollen som Nathans sportsagent Clayton Dawson, Jana Kramer som modellen Alex der bliver det nye ansigt til Brookes tøj-collection og India de Beaufort i rollen som Miranda Stone – en succesfuld musikproducer der skal stå for de daglige opgaver på Red Bedroom Records. Det er annonceret at Austin Nichols' rolle som Julian Baker vil blive en af seriens regulære roller sammen med to af de nye roller. Danneel Harris har signeret en aftale om at genoptræde i rollen som Rachel Gatina i mindst syv afsnit, med indtrædelse i afsnit to.
I tankerne til rollen som Clayton var oprindeligt Brian Austin Green, men man kunne ikke blive enige om en aftale. I stedet bliver rollen besat af Robert Buckley. Han faldt i god jord hos producenten, da han allerede havde medvirket i en tv-serie for The CW (Privileged) den foregående sæson.
Den tidligere NFL wide receiver Jerry Rice optræder som gæstestjerne i det første afsnit af sæsonen. Han fremkommer til Nathans søns, Jamies, fødselsdagsfest.

## Afsnit
| Nr. i serien | Nr. i sæson | Titel                                                       | Instruktør        | Forfatter                        | Første sendedag    |
| --- | ----------- | ----------------------------------------------------------- | ----------------- | -------------------------------- | ------------------ |
| 131 | 1           | "4:30 AM (Apparently They Were Travelling Abroad)"          | Clark Mathis      | Mark Schwahn                     | 14. september 2009 |
| Tree Hill banden må lære at det at leve et enestående liv ikke ender bare fordi man opnår sine mål. Med Lucas og Peyton væk, er Nathan et år inde i sin NBA karriere, Haley har overtaget Red Bedroom Records, og bliver nødt til at håntere tilbagekomsten af hendes 26-årige søster, Quinn. Brooke er stadig lykkelig sammen med Julian.        |             |                                                             |                   |                                  |                    |
| 132 | 2           | "What Are You Willing to Lose"                              | Les Butler        | Mark Schwahn                     | 21. september 2009 |
| Brooke leder efter en model som det nye ansigt til Clothes Over Bros. Dan finder en fortrolig i en usandsynlig person. Nathan kæmper med at være væk fra dem han elsker, mens Clayton minder ham om at han er i NBA. Tree Hills tidligere seje tøs - Rachel Gatina vender tilbage. Og Tree Hill bliver rystet i gang igen, da døden kommer forbi. |             |                                                             |                   |                                  |                    |
| 133 | 3           | "Hold My Hand as I'm Lowered"                               | Liz Friedlander   | Mark Schwahn                     | 28. september 2009 |
| Begravelse for en af Tree Hills indbyggere. Nathan kommer hjem til begravelsen. Dan dukker op for at vise sin respekt. Nathan, Jamie og Haley besøger Quentins grav. Quinn tager på Tric og møder en fyr. Alex flirter med Julian, Mouth får et jobtilbud til en nyhedsstation i New York.                                                        |             |                                                             |                   |                                  |                    |
| 134 | 4           | "Believe Me, I'm Lying"                                     | Greg Prange       | John A. Norris                   | 5. oktober 2009    |
| 135 | 5           | "Your Cheatin' Heart"                                       | Peter B. Kowalski | Mike Herro & David Strauss       | 12. oktober 2009   |
| 136 | 6           | "Deep Ocean Vast Sea"                                       | Janice Cooke      | Mike Daniels                     | 19. oktober 2009   |
| 137 | 7           | "I and Love and You"                                        | James Lafferty    | Mark Schwahn                     | 26. oktober 2009   |
| 138 | 8           | "(I Just) Died in Your Arms Tonight"                        | Michael J. Leone  | Terrence Coli                    | 2. november 2009   |
| 139 | 9           | "Now You Lift Your Eyes to the Sun"                         | Sophia Bush       | Karen Gist                       | 9. november 2009   |
| 140 | 10          | "You Are a Runner and I Am My Father's Son"                 | Paul Johansson    | Mark Schwahn                     | 16. november 2009  |
| 141 | 11          | "You Know I Love You... Don't You?"                         | Greg Prange       | William H. Brown                 | 30. november 2009  |
| 142 | 12          | "Some Roads Lead Nowhere"                                   | Mark Schwahn      | Mark Schwahn                     | 7. december 2009   |
| 143 | 13          | "Weeks Go by Like Days"                                     | Joe Davola        | Karin Gist                       | 18. januar 2010    |
| 144 | 14          | "Family Affair"                                             | Paul Johansson    | Mike Herro & David Strauss       | 25. januar 2010    |
| 145 | 15          | "Don't You Forget About Me"                                 | Les Butler        | Terrence Coli                    | 1. februar 2010    |
| 146 | 16          | "My Attendance Is Bad But My Intentions Are Good"           | Jessica Landaw    | Nikki Schiefelbein               | 8. februar 2010    |
| 147 | 17          | "At the Bottom of Everything"                               | Bethany Joy Lenz  | John A. Norris                   | 15. februar 2010   |
| 148 | 18          | "The Last Day of Our Acquaintance"                          | Joe Davola        | Mike Daniels                     | 22. februar 2010   |
| 149 | 19          | "Every Picture Tells a Story"                               | Chad Graves       | William H. Brown                 | 26. april 2010     |
| 150 | 20          | "Learning to Fall"                                          | Greg Prange       | Shaina Fewell & Renee Intlekofer | 3. maj 2010        |
| 151 | 21          | "What's in the Ground Belongs to You"                       | Peter Kowalski    | Mark Schwahn                     | 10. maj 2010       |
| 152 | 22          | "Almost Everything I Wish I'd Said the Last Time I Saw You" | Mark Schwahn      | Mark Schwahn                     | 17. maj 2010       |

## Fodnoter
1. ↑  Engelsk artikel om samme emne Hentet 7. juli 2009
2. 1 2  Sæson premiere - The CW Hentet 21. juni 2009
3. ↑  Serien fortsætter højest sandsynligt på TV3, da det er dem der har vist alle de tidligere sæsoner
4. ↑  Mark Schwahn: Endnu et år med Oth Hentet 20. maj 2009
5. 1 2 3 4 5  Chad Murray og Hilarie Burton melder deres afgang fra serien Arkiveret 15. maj 2009 hos  Wayback Machine Hentet 20. maj 2009
6. 1 2  India de Beaufort castet som Miranda Stone Hentet 30. juli 2009
7. 1 2 3 4 5 6  Introduktion af de tre nye karaktere – One Tree Hill – Spoilerjunkie.comHentet 25. maj 2009
8. ↑  Et år i fremtiden – Ausiellofiles Arkiveret 10. juni 2009 hos  Wayback Machine Hentet 21. juni 2009
9. ↑  The CWs 09/10 primetime schedule Hentet 18. juni 2009
10. ↑  The CW – Produktions information Hentet 21. juni 2009
11. ↑  Produktions information om One Tree Hill Arkiveret 21. februar 2021 hos  Wayback Machine Hentet 18. juni 2009
12. ↑  Video der bekræfter optagelsernes begyndelse Arkiveret 22. maj 2009 hos  Wayback Machine Hentet 12. juni 2009
13. ↑  Billedegalleri fra optagelser (24/7-09) (Webside ikke længere tilgængelig) Hentet 28. juli 2009
14. ↑  Filming locations Arkiveret 4. juni 2009 hos  Wayback Machine Hentet 18. juni 2009
15. ↑  Shantel VanSanten i rollen som Quinn Arkiveret 21. juni 2009 hos  Wayback Machine Hentet 18. juni 2009
16. 1 2 3  Robert Buckley som Clayton Arkiveret 28. juni 2009 hos  Wayback Machine Hentet 12. juni 2009
17. ↑  Jana Kramer joins OTH Hentet 3. juli 2009
18. ↑  Daneel Harris i mindst syv afsnit Hentet 30. juli 2009
19. ↑  Rachel Gatina vender tilbage Arkiveret 28. juni 2009 hos  Wayback Machine Hentet 21. juni 2009
20. ↑  Jerry Rice til One Tree Hill Hentet 30. juli 2009